# Lindsey Dehlin
Lindsey Nicole Dehlin (* 2. Juli 1984 in Saint Paul als Linsey Nicole Weier) ist eine ehemalige US-amerikanische Skilangläuferin.

## Werdegang
Dehlin lief im November 2001 in Silver Star ihr erstes Rennen im Continental-Cup und errang dabei den siebten Platz über 5 km klassisch. Bei den Junioren-Skiweltmeisterschaften 2002 in Schonach belegte sie den 33. Platz im Sprint und den 14. Rang im 15-km-Massenstartrennen. Ihre besten Platzierungen bei den Junioren-Skiweltmeisterschaften 2003 in Sollefteå waren der 15. Platz im 15-km-Massenstartrennen und der zehnte Rang mit der Staffel. In der Saison 2003/04 holte sie im 10-km-Massenstartrennen in Mt. Itasca ihren ersten Sieg im Continental-Cup und lief bei den Junioren-Skiweltmeisterschaften 2004 in Stryn auf den 45. Platz über 5 km Freistil, auf den 19. Rang im 15-km-Massenstartrennen sowie auf den zehnten Platz mit der Staffel. In der Saison 2005/06 kam sie bei den U23-Weltmeisterschaften 2006 in Kranj auf den 28. Platz über 10 km klassisch und auf den 27. Rang im Skiathlon und bei den Olympischen Winterspielen 2006 in Turin auf den 59. Platz über 10 km klassisch und auf den 55. Rang im Skiathlon. Zudem gab sie im Dezember 2005 in Vernon ihr Debüt im Weltcup, welches sie auf dem 50. Platz im Skiathlon beendete. In der folgenden Saison wurde sie US-amerikanische Meisterin über 5 km klassisch und errang bei den Nordischen Skiweltmeisterschaften 2007 in Sapporo im Skiathlon und 10 km Freistil jeweils den 52. Platz. In der Saison 2008/09 erreichte sie mit drei zweiten Plätzen den zweiten Platz in der Gesamtwertung der US Super Tour. Ihr letztes Weltcuprennen absolvierte sie im Januar 2009 in Whistler. Dabei erreichte sie mit dem 39. Platz im Skiathlon ihr bestes Einzelergebnis im Weltcup.

## Siege bei Continental-Cup-Rennen
| Nr. | Datum           | Ort        | Disziplin                   | Serie           |
| --- | --------------- | ---------- | --------------------------- | --------------- |
| 1.  | 17. Januar 2004 | Mt. Itasca | 10 km klassisch Massenstart | Continental-Cup |
| 2.  | 30. Januar 2005 | Telemark   | 10 km Freistil Massenstart  | Nor-Am-Cup      |
| 3.  | 28. Januar 2007 | Telemark   | 10 km klassisch             | US Super Tour   |

## Teilnahmen an Weltmeisterschaften und Olympischen Spielen

### Olympische Spiele
- 2006 Turin: 55. Platz 15 km Skiathlon, 59. Platz 10 km klassisch

### Nordische Skiweltmeisterschaften
- 2007 Sapporo: 52. Platz 15 km Skiathlon, 52. Platz 10 km Freistil